# Nnedi Okorafor

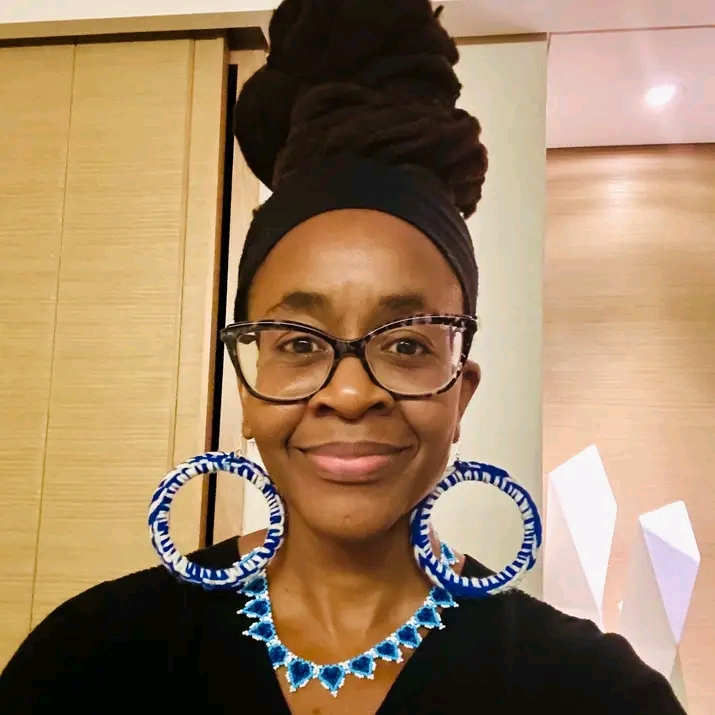
Nnedi Okorafor

Nnedimma Nkemdili „Nnedi“ Okorafor (* 8. April 1974 in Cincinnati, Ohio) ist eine nigerianisch-amerikanische Schriftstellerin und Professorin für Creative Writing an der University of Buffalo. Ihre Veröffentlichungen gehören den Genres Science-Fiction, Fantasy und Africanfuturism an.

## Biografie
Okorafor wurde 1974 als Kind nigerianischer Eltern geboren, die 1969 in die USA emigriert waren. Okorafor studierte Rhetorik an der University of Illinois (BA 1996) und erwarb einen MA in Journalistik (Michigan State University, 1999) und in Englischer Literatur (University of Chicago, 2002).
2001 war sie Teilnehmerin des renommierten Clarion Workshops für angehende Science-Fiction- und Fantasy-Autoren.
Ihre Promotion schloss sie 2007 ebenfalls an der University of Chicago ab. Ihre erste Kurzgeschichte, „The Palm Tree Bandit“ erschien 2000. Es folgten weitere Kurzgeschichten in Anthologien. Okorafor lehrt als Associate Professor an der University of Chicago und der Governors State University. Sie lebt in New York und Illinois und ist Mutter einer Tochter.

## Werk und Rezeption
Okorafors Werke sind geprägt durch die Verbindung von sozialer Utopie bzw. Post-Apokalypse mit afrofuturistischen Visionen und postkolonialer Kritik, knüpfen aber auch an westafrikanische Mythologie an, insbesondere an die Kosmologie und an soziale und spirituelle Traditionen der Igbo. Okorafors zentrale Motivation liegt darin, dass sie afrikanische Perspektiven, bzw. die spezifische Perspektive afrikanische Diaspora in der Science-Fiction-Literatur als nicht hinreichend repräsentiert sieht.
Okorafor erhielt 2001 den Hurston-Wright-Literaturpreis für ihre Kurzgeschichte „Amphibious Green“. Hierauf veröffentlichte sie zwei Jugendbücher, Zahrah the Windseeker (2005, Houghton Mifflin Harcourt) und The Shadow Speaker (2007, Hyperion/Disney). Für ersteres erhielt sie den Wole Soyinka Prize for Literature in Africa. Auch Shadow Speaker gewann mehrere Preise, u. a. den Carl Brandon Parallax Award, den Andre Norton Award und den Golden Duck Award.
Ihr erster an eine erwachsene Leserschaft gerichteter Roman, Who fears Death (2010, DAW/Penguin), erhielt 2011 den World Fantasy Award in der Kategorie Bester Roman. Ihr in Lagos spielender Roman Lagoon (2014, Hodder & Stoughton Ltd.) war für den British Science Fiction Association Award nominiert und gewann den Red Tentacle Award.
Ihr jüngster Roman, Binti (2015, Tor.com), welcher sich mit der namibischen Himba-Ethnie und der Zulassung einer Himba-Frau an einer intergalaktischen Universität befasst, gewann den Nebula Award sowie im August 2016 den Hugo Award und 2017 einen Nommo Award in der Kategorie Best Novella.
2019 wurde sie in die Anthologie New Daughters of Africa von Margaret Busby aufgenommen.

## Auszeichnungen
- 2005: The Strange Horizons Reader’s Choice Award für Stephen King's Super-Duper Magical Negroes[2]
- 2007–2008: Macmillan Writers’ Prize for Africa für Long Juju Man[3]
- 2008: Carl Brandon Parallax Award für The Shadow Speaker[4]
- 2008: The Wole Soyinka Prize for Literature für Zahrah the Windseeker[5]
- 2011: The World Fantasy Award (Best Novel) für Who Fears Death[4]
- 2012: The 2012 Black Excellence Award for Outstanding Achievement in Literature (Fiction) für Zahrah the Windseeker[6]
- 2012: Kindred Award für Who Fears Death[4]
- 2016: The Nebula Award (Best Novella) für Binti[7]
- 2016: Children’s Africana Book Award for Best Book for Young Readers für Chicken in the Kitchen[8]
- 2016: Hugo Award für Binti als Best Novella[9]
- 2017: Nommo Award für Binti als Best Novella[10]
- 2018: Kurd-Laßwitz-Preis für Das Buch des Phönix[11]
- 2018: Locus Award für Akata Warrior als Best Young Adult Book

## Werke
Jugendbuch – verfasst unter dem Namen Nnedi Okorafor-Mbachu
- Zahrah the Windseeker (2005, Houghton Mifflin Harcourt; Taschenbuch 2008, Graphia/Houghton Mifflin Harcourt)
- The Shadow Speaker (2007, Hyperion/Disney)

Kinderbuch – verfasst unter dem Namen Nnedi Okorafor
- Long Juju Man (2009, Macmillan Africa)
- Iridessa and the Secret of the Never Mine (2012, Disney Books)

Jugendbuch – verfasst unter dem Namen Nnedi Okorafor
- Akata Witch (2011, Viking/Penguin) (veröffentlicht als What Sunny Saw in the Flames in Nigeria und in Großbritannien bei Cassava Republic)
- Akata Witch 2: Akata Warrior (2017, Viking/Penguin/PRH) (veröffentlicht als Sunny and the Mysteries of Osisi in Nigeria und in Großbritannien bei Cassava Republic)

Belletristik – verfasst unter dem Namen Nnedi Okorafor
- Who Fears Death (2010, DAW/Penguin); deutsch als Wer fürchtet den Tod (2017, Cross Cult) ISBN 978-3-95981-186-6.
- „Hello, Moto“ (2011, A Tor.Com Original short story)
- „Moom!“ Kurzgeschichte, erschienen in AfroSF: Science Fiction by African Writers (2012, Storytime)[12]
- Kabu Kabu (2013, Prime Books)
- Lagoon (2014, Hodder & Stoughton Ltd.) (2015, Saga Press/Simon & Schuster); deutsch als Lagune (2016, Cross Cult) ISBN 978-3-86425-873-2.
- The Book of Phoenix (2015, DAW/Penguin/PRH) (Prequel von Who Fears Death); deutsch als Das Buch des Phönix (Oktober 2017, Cross Cult) ISBN 978-3-95981-493-5.
- Binti (2015, Tor.com) deutsch als Binti 1: Allein (2017, Cross Cult) ISBN 978-3-95981-654-0.
- Binti 2: Home (2017, Tor.com) deutsch als Binti 2: Heimat (2017, Cross Cult) ISBN 978-3-95981-655-7.
- Binti 3: The Night Masquerade (2018, Tor.com) deutsch als Binti 3: Nachtmaskerade (2018, Cross Cult) ISBN 978-3-95981-656-4.
- Binti. Cross Cult, Ludwigsburg 2018, ISBN 978-3-95981-653-3 (Enthält die drei Novellen „Allein“, „Heimat“ und „Nachtmaskerade“).
- Death of the Author. Collins, New York 2025, ISBN 978-0-06-344578-9.